# オールド・ドッグ (2009年の映画)
『オールド・ドッグ』（原題：Old Dogs）は、2009年にアメリカで製作・公開されたコメディ映画。日本では劇場公開されずビデオスルーになった。
WOWOWでは『オールド・ドッグ オレたちイクメン?!』のタイトルで放送された。

## ストーリー
子供が苦手で離婚歴があるダンと、独身貴族で大の女好きのチャーリー。二人は親友で、仕事でもパートナーという関係にあった。そんな二人に大きな契約を結ぶチャンスが訪れる。ここぞとばかりに張り切る二人だったが、時同じくしてダンの目の前に7年前に一晩だけ関係を持ったヴィッキーという女性が現れる。そしてヴィッキーは「実はダンとの間には双子の子供を授かっていた」という驚くべき告白をする。この双子の出現でダンとチャーリーの生活は一変してしまう。

## キャスト
| 役名                       | 俳優                                   | 日本語吹替 |
| -------------------------- | -------------------------------------- | ---------- |
| チャーリー・リード         | ジョン・トラボルタ                     | 森田順平   |
| ダン・レイバーン           | ロビン・ウィリアムズ                   | 安原義人   |
| エミリー・グリア           | エラ・ブルー・トラボルタ               | 諸星すみれ |
| ザック・グリア             | コナー・レイバーン                     | 鏑木海智   |
| ヴィッキー・グリア         | ケリー・プレストン                     | 岡寛恵     |
| クレイグ・ホワイト         | セス・グリーン                         | 落合弘治   |
| アマンダ                   | ロリ・ロックリン                       | 五十嵐麗   |
| ジミー・ランチボックス     | バーニー・マック                       | 天田益男   |
| バリー（スカウトリーダー） | マット・ディロン                       | 檀臣幸     |
| ジェナ                     | リタ・ウィルソン                       |            |
| マーシャ                   | アン＝マーグレット                     |            |
| ヨシロウ・ニシムラ         | サブ・シモノ                           | 小島敏彦   |
| アダム（スカウトリーダー） | ジャスティン・ロング（ノンクレジット） |            |
| ゲイリー                   | ダックス・シェパード（ノンクレジット） |            |
| ニック                     | ルイス・ガスマン（ノンクレジット）     |            |

- その他の声の吹き替え：木下浩之／仲野裕／川島得愛／弘中くみ子／田中英樹／八十川真由野／駒谷昌男／森夏姫／藤葉愛香／沢田泉／沖田愛／高倉有加／秋吉徹

## スタッフ
- 監督：ウォルト・ベッカー
- 製作：アンドリュー・パネイ、ロバート・レヴィ、ピーター・エイブラムス
- 製作総指揮：ギャレット・グラント
- 脚本：デヴィッド・ダイアモンド、デヴィッド・ウェイスマン
- 撮影：ジェフリー・L・キンボール
- 音楽：ジョン・デブニー
- 音楽監修：デイヴ・ジョーダン

## 備考・トリビア
- エミリーを演じるエラ・ブルー・トラボルタは、本作の主演を務めるジョン・トラボルタの実の娘である。また、トラボルタの妻でエラの実母であるケリー・プレストンがエミリーの母親役で出演しており、トラボルタ一家が揃った形になっている。
- 出演者の一人であるバーニー・マックは、本作の公開前に死去したため、これが遺作となった。
- 第30回ゴールデンラズベリー賞の「最低作品賞」「最低男優賞（ジョン・トラボルタ）」「最低助演女優賞（ケリー・プレストン）」「最低監督賞（ウォルト・ベッカー）」の計4部門にノミネートした。